# 山本由伸
山本由伸（日语：／ Yamamoto Yoshinobu，1998年8月17日—）是日本岡山縣備前市出身的日本職業棒球選手，司職投手，現效力於美國職棒大聯盟（MLB）的洛杉磯道奇。他過去曾效力於日本職棒（NPB）歐力士猛牛，被譽為聯盟史上最傑出的投手之一。
自2021年至2023年，山本連續三年蟬聯太平洋聯盟最有價值球員獎（MVP）、澤村獎，以及投手三冠王（勝投、三振、自責分率皆為聯盟第一）。他亦在此期間投出兩場無安打比賽，並是歐力士猛牛奪下2022年日本大賽冠軍的關鍵人物。
2023年賽季結束後，山本透過入札制度挑戰美國職棒，最終與洛杉磯道奇簽下一份為期12年、總額3.25億美元的合約，成為當時史上總值最高的投手合約。他在MLB新人賽季即協助道奇隊奪下2024年世界大賽冠軍，成為史上首位同時贏得世界大賽、奧運金牌與世界棒球經典賽冠軍的球員。
在國際賽事方面，山本曾代表日本隊參加多項國際賽，並在2019年WBSC世界棒球12強賽、2020年東京奧運（於2021年舉行）、2023年世界棒球經典賽中皆協助日本奪得金牌。

## 職業生涯

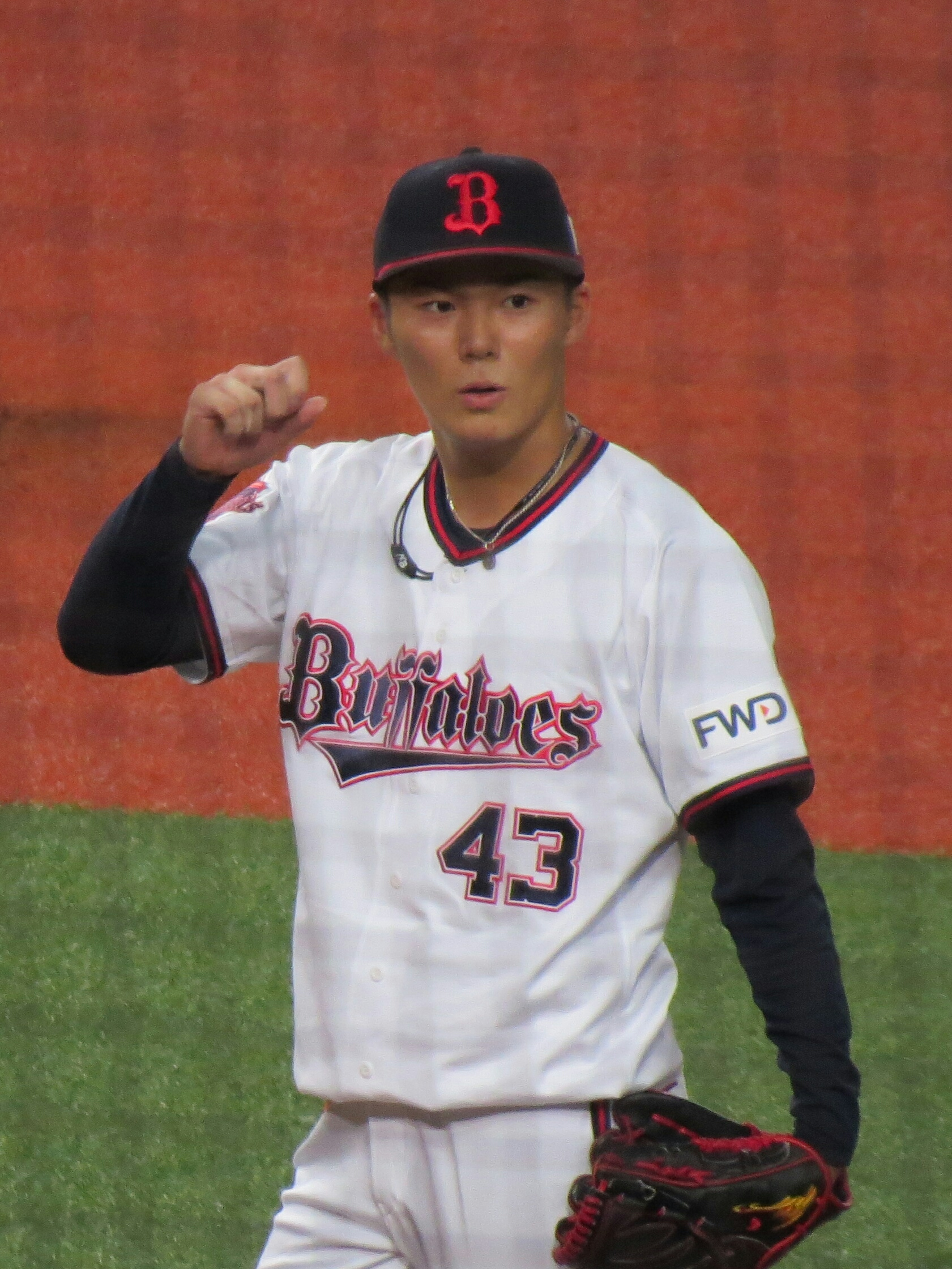
山本由伸2019年在歐力士猛牛的投球

### 歐力士猛牛隊
2016年山本投入日本職棒選秀，該年被歐力士以第4指名選上，2017年即為其職棒新人年，同年在一軍已有5場先發（23.2局）出賽，就高中畢業球員來說已是頗快的進度。
在2021至2023年間，山本連續三個球季獲得澤村賞，個人三度獲獎並列日職史上最多。
山本由伸於2017年8月20日（他19歲生日後三天）在日本職棒太平洋聯盟的歐力士野牛隊完成一軍初登板。他在西部聯盟的二軍出賽8場，並為一軍先發5場，繳出2.35的防禦率。
2018年球季，山本主要以中繼投手身分出賽，共登板60場，防禦率為2.10。 隔年他重返先發輪值，在21場比賽中拿下8勝7敗、防禦率 1.99，並送出 133 次三振。在因疫情縮短的2020年賽季中，他出賽18場，戰績8勝4敗，防禦率為2.20。
山本在2021年賽季表現亮眼，繳出18勝5敗的成績，在193又2/3局中投出206次三振。他的1.39自責分率為當季聯盟最佳。該季結束後，他獲選為太平洋聯盟最有價值球員。
2022年6月18日，山本以2:0完封埼玉西武獅隊，投出該年日本職棒的第4場無安打比賽。他在該季為歐力士先發26場，戰績為15勝5敗，防禦率1.68，在193局投球中送出205次三振。賽季結束後，他連續第二年獲得澤村英二獎。 同時也達成了連兩季的投手三冠王。
2023年9月9日，山本面對千葉羅德海洋隊投出職業生涯第二場無安打比賽。他成為日本職棒史上第一位連兩年投出無安打比賽的投手。
山本在2023年日本大賽第1戰登板，但被打爆失掉7分，球隊以0:8落敗。然而他在第6戰強勢回應，主投138球，飆出日本大賽紀錄的14次三振，幫助球隊以5:1取勝，將系列賽扳成3:3平手。11月5日，日本大賽第7戰當天（歐力士不敵阪神虎隊，無緣奪冠），球團宣布將把山本轉讓至美國職棒大聯盟（MLB）。15天後的11月20日，他正式被貼上入札公告。

### 洛杉磯道奇隊
2023年季後山本經由入札制度轉投大聯盟，與道奇隊簽訂的合約內容為長度12年、總額3.25億美元，立下大聯盟投手合約中的史上最高總額紀錄。

#### 2024年
山本由伸於2024年3月21日在韓國首爾高尺天空巨蛋（Gocheok Sky Dome）對戰聖地牙哥教士隊，完成他的大聯盟初登板，這場比賽為MLB海外開幕賽的一部分。他僅投1局就被打出4支安打、1次保送、失5分，送出2次三振，其中第一位被三振的打者為朱利克森·普羅法（Jurickson Profar）。他在大聯盟初登板中於1局內失5分，創下道奇隊先發投手在生涯初登板且僅投1局以內所失最多分數的紀錄。
2024年4月6日，山本在對芝加哥小熊隊的比賽中拿下生涯首勝，投5局無失分，被擊出3支安打，送出8次三振，並連續解決最後10名打者。
6月15日的比賽中，山本僅投2局便退場，隔日被列入傷兵名單，診斷為右肩旋轉肌拉傷。7月13日，他被轉入60天傷兵名單。9月10日，山本從傷兵名單中被移除，重返大聯盟賽場。2024年球季，他為道奇隊先發18場，戰績為7勝2敗，防禦率 .00，投出105次三振。
10月5日，山本於國聯分區系列賽（NLDS）第一戰對聖地牙哥教士隊完成季後賽初登板，主投3局失5分。在系列賽第二次登板中（10月12日），他主投5局無失分，被打2安，送出2次三振並連續解決最後7名打者，幫助道奇隊贏得系列賽，也拿下個人首場季後賽勝投。
在國聯冠軍賽（NLCS）第4戰，山本先發投4又1/3局，被擊出4支安打失2分，並投出8次三振。2024年世界大賽第2戰，對紐約洋基隊時，山本主投6又1/3局，僅被擊出1支安打（胡安·索托的一發陽春全壘打），失1分。

#### 2025年
2025年球季開幕戰，山本由伸在MLB東京系列賽中對戰芝加哥小熊隊，擔任洛杉磯道奇隊的先發投手。他主投5局，僅被擊出3支安打、失1分（來自米蓋爾・阿瑪亞的帶有打點的二壘安打），送出4次三振，順利拿下勝投。
4月18日，對上德州遊騎兵的比賽中，山本主投7局送出10次三振，追平生涯最多單場三振紀錄，並幫助球隊奪勝。憑藉4月份6場先發中繳出1.06的防禦率與34局中43次三振的表現，山本獲選為國聯單月最佳投手。
6月18日，在對戰聖地牙哥教士隊的比賽中，山本在第三局連續用六球三振前兩名打者，接著對第三名打者投出兩好球。在兩好球沒有壞球的情況下，第三球雖然進入好球帶中間，卻被主審馬文・哈德森（Marvin Hudson）判為壞球，使山本錯失完成「完美一局」（immaculate inning）的機會。

## 國際職涯
山本由伸曾多次代表日本參加國際賽事，包括2019年世界棒球12強賽（WBSC Premier12）、2020年夏季奧林匹克運動會，以及2023年世界棒球經典賽（WBC）。
在2019年的世界12強賽中，山本以中繼投手身份出賽5場，最終協助日本隊贏得冠軍。
在2020年東京奧運棒球賽事中，山本先發登板2場比賽，投出11又2/3局，送出18次三振，僅失2分，最終日本奪得金牌。山本也因此入選奧運棒球賽最佳陣容（All-Olympic Baseball Team）。
2023年世界棒球經典賽中，山本出賽2場，其中1場為先發，合計投出7又1/3局失2分。日本隊再度奪下冠軍金牌。

## 投球風格

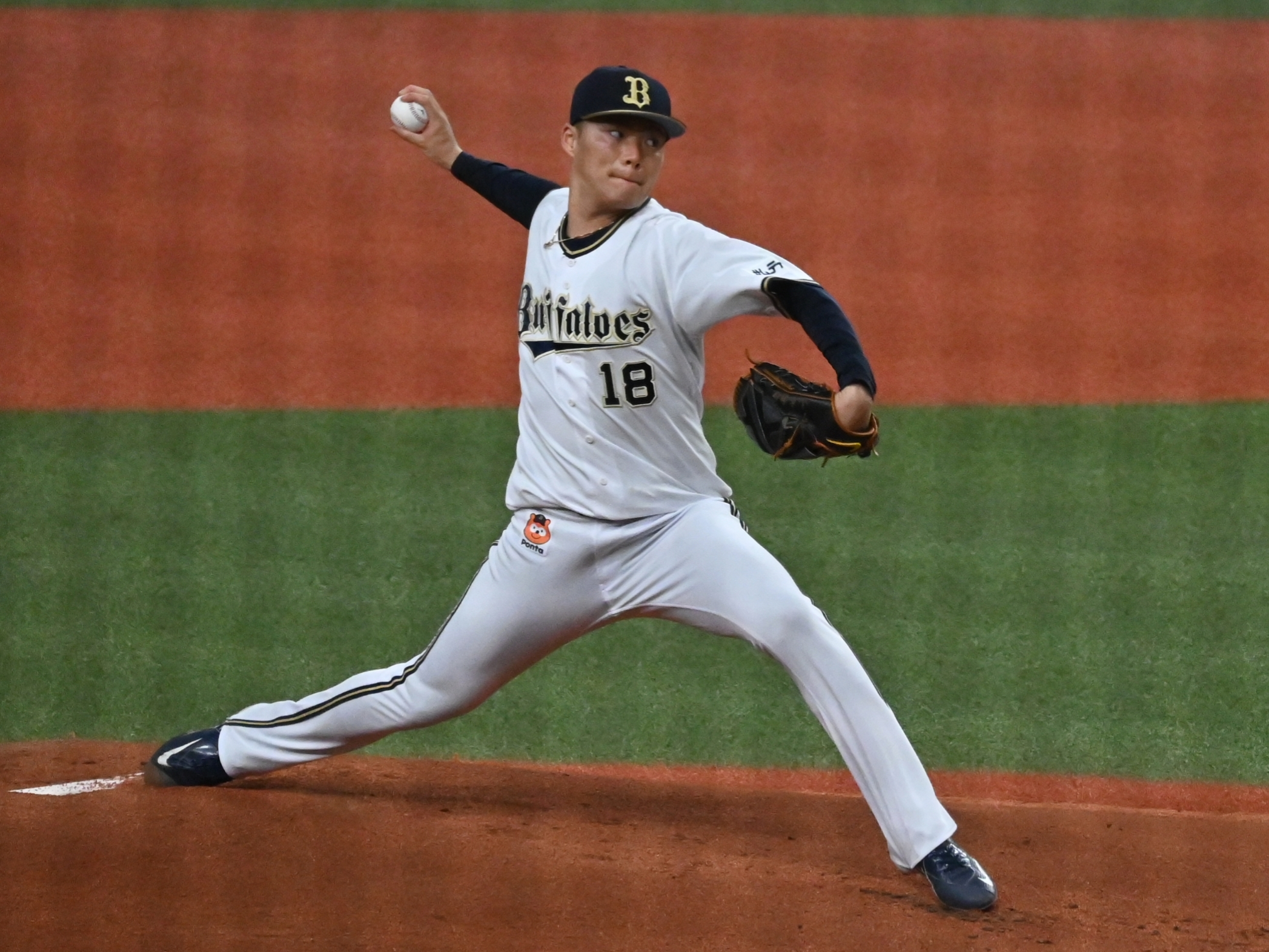
山本由伸2022年在歐力士猛牛的投球

右投的山本以四分之三（斜肩）的機制投球，雖然178cm的體格在職棒投手中處於劣勢，但四縫線速球依然有平均153km/h（2023年球季）、最快159km/h的水準，搭配快速指叉球、曲球與切球等變化球，其中快速指叉球被評為在MLB層級也能有效製造出局數的優秀球路。山本也被視為具有穩定控球能力的先發投手，在日職7年的生涯保送率（BB/9）僅為2.1。

## 職涯成績與榮譽

### 年度別投手成績
| 年 度    | 球 隊    | 出 賽 | 先 發 | 完 投 | 完 封 | 無 四 球 | 勝 利 | 敗 戰 | 救 援 | 中 繼 成 功 | 勝 率 | 打 者 | 投 球 局 數 | 被 安 打 | 被 全 壘 打 | 保 送 | 敬 遠 | 觸 身 球 | 三 振 數 | 暴 投 | 犯 規 | 失 分 | 自 責 分 | 防 禦 率 | WHIP |
| -------- | -------- | ----- | ----- | ----- | ----- | -------- | ----- | ----- | ----- | ----------- | ----- | ----- | ----------- | -------- | ----------- | ----- | ----- | -------- | -------- | ----- | ----- | ----- | -------- | -------- | ---- |
| 2017     | 歐力士   | 5     | 5     | 0     | 0     | 0        | 1     | 1     | 0     | 0           | .500  | 109   | 23.2        | 32       | 3           | 7     | 0     | 1        | 20       | 0     | 0     | 14    | 14       | 5.32     | 1.65 |
| 2018     | 歐力士   | 54    | 0     | 0     | 0     | 0        | 4     | 2     | 1     | 32          | .667  | 213   | 53.0        | 40       | 4           | 16    | 1     | 2        | 46       | 2     | 0     | 19    | 17       | 2.89     | 1.06 |
| 2019     | 歐力士   | 20    | 20    | 1     | 1     | 0        | 8     | 6     | 0     | 0           | .571  | 553   | 143.0       | 101      | 8           | 36    | 0     | 3        | 127      | 3     | 1     | 37    | 31       | 1.95     | 0.96 |
| 2020     | 歐力士   | 18    | 18    | 1     | 0     | 1        | 8     | 4     | 0     | 0           | .667  | 494   | 126.2       | 82       | 6           | 37    | 0     | 6        | 149      | 1     | 0     | 34    | 31       | 2.20     | 0.94 |
| 2021     | 歐力士   | 26    | 26    | 6     | 4     | 1        | 18    | 5     | 0     | 0           | .783  | 705   | 193.2       | 124      | 7           | 40    | 0     | 2        | 206      | 3     | 0     | 37    | 30       | 1.39     | 0.86 |
| 2022     | 歐力士   | 26    | 26    | 4     | 2     | 1        | 15    | 5     | 0     | 0           | .750  | 747   | 193.0       | 137      | 6           | 42    | 0     | 5        | 205      | 0     | 0     | 42    | 36       | 1.68     | 0.93 |
| 2023     | 歐力士   | 23    | 23    | 2     | 1     | 0        | 16    | 6     | 0     | 0           | .727  | 636   | 164.0       | 117      | 2           | 28    | 0     | 6        | 169      | 0     | 0     | 27    | 22       | 1.21     | 0.88 |
| 2024     | 道奇     | 18    | 18    | 0     | 0     | 0        | 7     | 2     | 0     | 0           | .778  | 368   | 90.0        | 78       | 7           | 22    | 0     | 1        | 105      | 2     | 0     | 32    | 30       | 3.00     | 1.11 |
|          |          |       |       |       |       |          |       |       |       |             |       |       |             |          |             |       |       |          |          |       |       |       |          |          |      |
| NPB：7年 | NPB：7年 | 172   | 118   | 14    | 8     | 3        | 70    | 29    | 1     | 32          | .707  | 3488  | 897.0       | 633      | 36          | 206   | 1     | 25       | 922      | 10    | 1     | 210   | 181      | 1.82     | 0.94 |
| MLB：1年 | MLB：1年 | 18    | 18    | 0     | 0     | 0        | 7     | 2     | 0     | 0           | .778  | 368   | 90.0        | 78       | 7           | 22    | 0     | 1        | 105      | 2     | 0     | 32    | 30       | 3.00     | 1.11 |

- 截至2024年球季結束
- 粗體字為該年度聯盟最高

### 年度別守備成績
| 年 度 | 球 隊  | 投手  | 投手  | 投手  | 投手  | 投手  | 投手     |
| 年 度 | 球 隊  | 出 賽 | 刺 殺 | 助 殺 | 失 誤 | 雙 殺 | 守 備 率 |
| ----- | ------ | ----- | ----- | ----- | ----- | ----- | -------- |
| 2017  | 歐力士 | 5     | 0     | 1     | 0     | 0     | 1.000    |
| 2018  | 歐力士 | 54    | 3     | 6     | 1     | 1     | .900     |
| 2019  | 歐力士 | 20    | 8     | 23    | 0     | 4     | 1.000    |
| 2020  | 歐力士 | 18    | 4     | 20    | 0     | 1     | 1.000    |
| 2021  | 歐力士 | 26    | 11    | 31    | 0     | 2     | 1.000    |
| 2022  | 歐力士 | 26    | 13    | 32    | 1     | 2     | .978     |
| 2023  | 歐力士 | 23    | 10    | 30    | 0     | 4     | 1.000    |
| 2024  | 道奇   | 18    | 5     | 9     | 0     | 0     | 1.000    |
|       |        |       |       |       |       |       |          |
| NPB   | NPB    | 172   | 49    | 143   | 2     | 14    | .990     |
| MLB   | MLB    | 18    | 5     | 9     | 0     | 0     | 1.000    |

- 截至2024年球季結束
- 粗體字為該年度聯盟最高

### 榮譽
- 最多勝利：3回（2021年、2022年、2023年）
- 最優秀防禦率：4回（2019年、2021年、2022年、2023年）
- 最多奪三振：4回（2020年、2021年、2022年、2023年）
- 最高勝率：3回（2021年、2022年、2023年）
- 日本職棒金手套獎：3回（2021年、2022年、2023年）
- 日本職棒最佳九人獎：3回（2021年、2022年、2023年）
- 月間MVP：6回（投手部門：2020年9月、2021年6月、2021年7・8月、2021年9月、2023年9、10月）
- 日本職棒全明星賽敢闘選手賞：2回（2019年第1戰、2021年第1戰）
- 央洋交流戰最有價值球員：1回（2021年）
- 月間最優秀投捕獎：3回（2021年6月 捕手：伏見寅威、8月 捕手：若月健矢、9月 捕手：若月健矢）
- 日本職棒全明星賽出場：5回（2018年、2019年、2021年、2022年、2023年）
- 澤村獎：3回（2021年、2022年、2023年）
- 日本職棒太平洋聯盟年度最有價值球員：3回（2021年、2022年、2023年）

### 背號
- 43（2017年－2019年）
- 18（2020年－）

## 個人生活
山本由伸出生於日本岡山縣備前市。他的名字「由伸」是結合了母親名字中的「由（Yoshi）」與父親名字中的「伸（Nobu）」所取的。

## 軼事
- 山本在2020年之後所穿的18號球衣，在日本是球隊頭號先發的象徵背號。加盟美職道奇隊之後，球隊也沿用了這個號碼[41]。18號球衣在道奇隊曾是日籍投手黑田博樹、前田健太等人所著，此舉顯示道奇管理層對山本職涯成績的尊重之意。

## 外部連結
- 日本職棒官網個人頁面 （页面存档备份，存于） （日語）
- 球員資訊和成績在MLB ，ESPN ，Baseball Reference ，Baseball Reference (Minors) ，Fangraphs ，The Baseball Cube （英文）
- 山本由伸的X（前Twitter）
- 山本由伸的Instagram帳戶